# Löffelholz-Codex

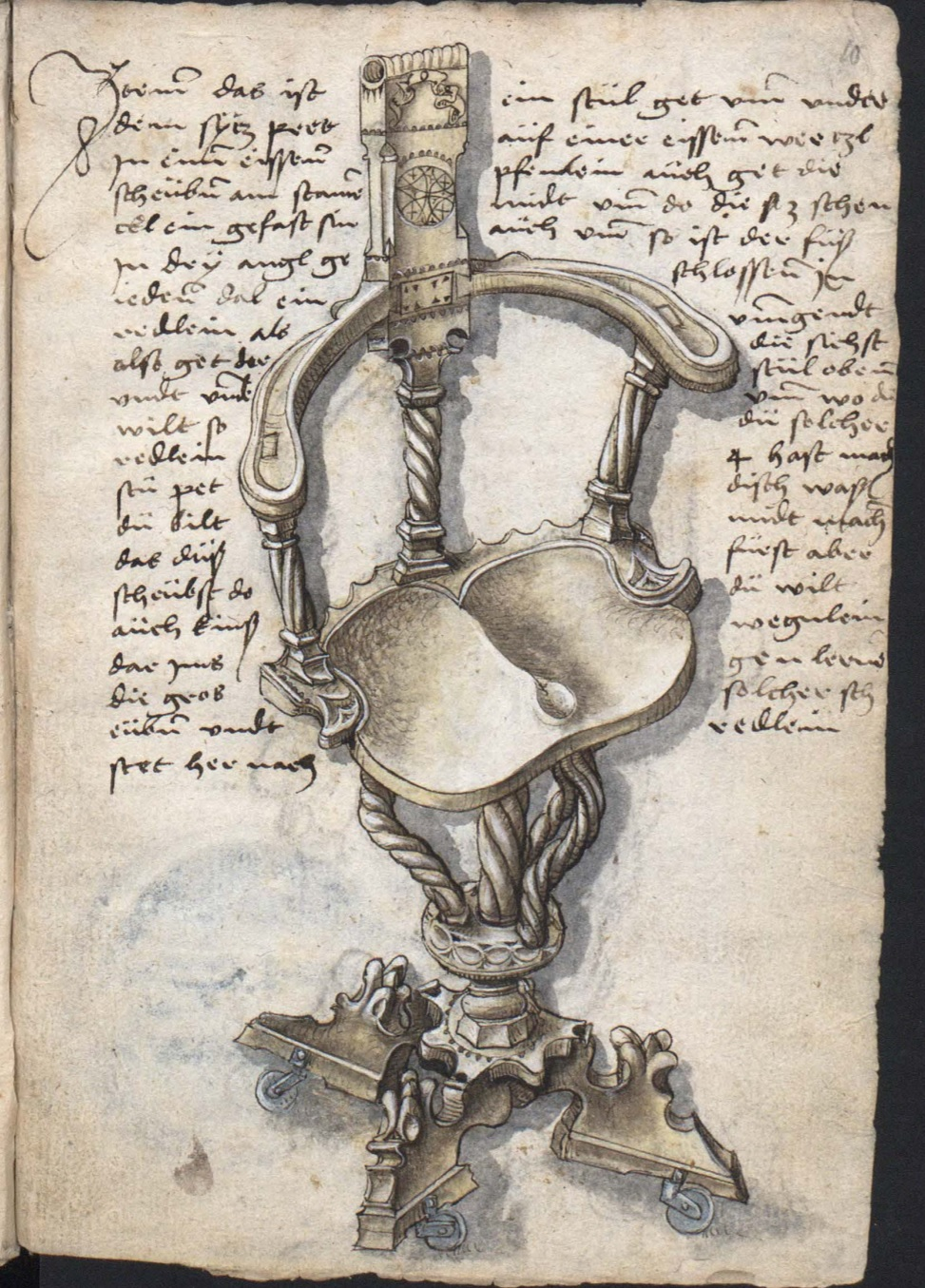
Drehstuhl mit Lenkrollen, Löffelholz-Codex, Folio 10r

Der Löffelholz-Codex (auch: Löffelholtz-Kodex oder Codex Löffelholz) wurde ab 1505 als Hausbuch des Nürnberger Patriziers und Ritters Martin Löffelholz von Kolberg († 1533) aufgezeichnet. Er ist eine bedeutende technologische Bilderhandschrift, die durch die zeichnerisch anspruchsvolle Wiedergabe einzigartiger Werkzeuge bzw. Gerätschaften für das Handwerk, die Kriegskunst und die Jagd hervorsticht. Sie werden durch Texte erklärt und vermitteln einen Eindruck vom damaligen technologischen Stand der jeweiligen Themengebiete. Im Vergleich zu anderen Hausbüchern werden auch gänzlich neuartige Bildtypen verwendet, um technische Instrumente möglichst exakt zu illustrieren. Der Codex befindet sich in der Jagiellonischen Bibliothek (Signatur Ms. Berol. Germ. Qu. 132) und wurde bislang nur unzureichend erforscht.

## Beschreibung der Handschrift
Das Buch enthält 77 Papierblätter im Format 230 × 165 mm. Die Buchdeckel sind mit einer themenfremden Pergamentseite aus einer nicht näher identifizierten liturgischen Handschrift bezogen, die Oremus. Praeceptis salutaribus und ungefähr die erste Hälfte des Pater Noster enthält. Die Darstellungen im Codex wurden als lavierte Federzeichnungen wohl von nur einer Hand ausgeführt. Der Zeichner blieb über die gesamte Entstehungszeit stilistisch einheitlich und hielt sich dabei an eine festgelegte Farbigkeit, die sich zwischen einem blau-grauen Ton für Eisen und Braun für Holz bewegt; Rot, Gelb und Schwarz sind selten. Die bräunliche Schreibtinte scheint auf diese Farbpalette abgestimmt zu sein. Weiß-bläuliche Schlaglichter bei den Eisendarstellungen der Werkzeuge vermitteln Glanz. Dreidimensionalität wird durch gemalte Schatten der Gegenstände auf den Buchseiten betont. Perspektivische Verkürzungen wurden grundsätzlich beherrscht. Bei komplexen Konstruktionen kam es jedoch zu perspektivischen Fehlern, da die Zentralperspektive dem Zeichner nicht geläufig war. Die Foliierung wurde nachträglich von anderer Hand ergänzt.

## Autor und Entstehungsgeschichte

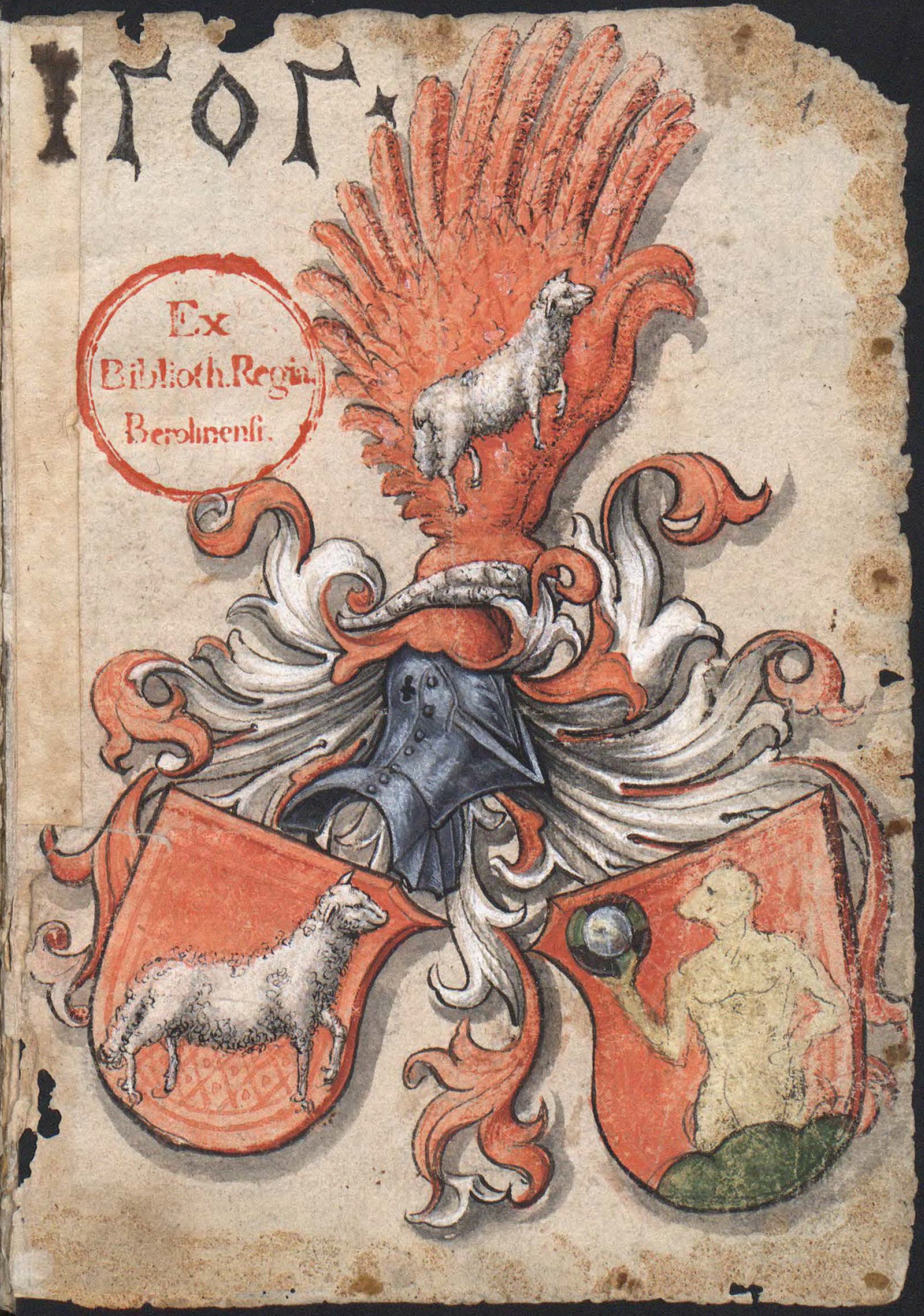
Allianzwappen der Familien Löffelholz und Haug

Der Codex ist in nürnbergischem Frühneuhochdeutsch verfasst und von einer Hand in Kursive geschrieben, scheint jedoch über einen größeren Zeitraum hinweg entstanden zu sein, da die Schreiberhand zeitbedingte Abweichungen aufweist. Erstbesitzer der Handschrift war Martin Löffelholz (auch: Löffelholtz), der zunächst lediglich als Auftraggeber des Werks angenommen, anhand einer Schriftvergleichung aber auch als sein Schreiber nachgewiesen wurde. Damals kam es durchaus vor, dass sich Patrizier mit den „Artes mechanicae“ beschäftigten. Möglicherweise arbeitete Löffelholz mit dem Nürnberger Kunstschmied und Schlossmacher Hans Ehemann zusammen. Aufgrund des insgesamt einheitlichen Erscheinungsbildes des Codex hält Emil Reicke (1933) Martin Löffelholz auch für den Illustrator des Codex.
Löffelholz heiratete 1497 die einer angesehenen Nürnberger Familie entstammende Anna Haug († 1520/21) und wurde zwei Jahre später Pfleger des nürnbergischen Pflegamts Lichtenau. In dieser Funktion war er auch für die Verteidigung der Festung Lichtenau zuständig. Am 23. Dezember 1507 wurde er bei einem Ausritt von dem mit Nürnberg in Fehde liegenden Heinz Baum und dessen Reisigen überfallen, nach heftigem Kampf gefangen genommen und für mehrere Monate auf Burg Schwarzenburg inhaftiert. Die ohnehin weitgehend erbärmlichen Haftbedingungen verschlechterten sich nach einem missglückten Fluchtversuch nochmals merklich. Die Befreiung zog sich vor allem deshalb bis Februar 1509 hin, weil die Stadt Nürnberg kategorisch und unter Strafandrohung verboten hatte, auf terroristische Lösegeldforderungen einzugehen. Löffelholz schrieb in Briefen aus der Gefangenschaft, dass er in Fesseln gehalten wurde („mit einer Hand und mit den Füßen eingeschlossen“). In Darstellungen von Fesseln in seinem Hausbuch und mit Ratschlägen zur Geheimkommunikation mit Gefangenen – durch in weichgemachten Eiern versteckte Zettel (F. 55v) – werden vielleicht persönliche Erfahrungen verarbeitet. Trotz des privaten Charakters sollten Hausbücher jedoch als Gegenstände begriffen werden, die nicht in erster Linie Szenen des spätmittelalterlichen Lebens dokumentieren, sondern repräsentativen Zwecken dienten.
In einem vor 1522 verfassten, unvollständig überlieferten Brief, dessen Datum nicht erhalten ist, schrieb Löffelholz an Willibald Pirckheimer, dass er für die Landpfleger ein vollständiges Inventar über „etlich Hausrat und Werkzeug mit Fleiß“ angefertigt habe. Soweit es sich hierbei um ein Inventar der Feste Lichtenau handelt, könnte es teilweise Eingang in das Hausbuch gefunden haben. Daniel Hohrath legte 2021 einen Hinweis auf eine zweite, eventuell kurze Zeit vorausgehende Handschrift von Martin Löffelholz mit überwiegend militärischem Inhalt vor, die in einer nach Rainer Leng als Fragment des Büchsenmeisterbuchs von Johannes Formschneider bezeichneten Sammelhandschrift aus dem Bestand der Württembergischen Landesbibliothek enthalten ist. Das Fragment umfasse 107 Seiten mit Abbildungen aus der Überlieferung des Formschneider-Umfelds, aber auch 25 Abbildungen, die originär Martin Löffelholz zuzuerkennen seien. Diese sollten ebenfalls als mögliches Ergebnis der im Brief angesprochenen Inventarisierung in Betracht gezogen werden. Unsicherheiten hinsichtlich der Überlieferung des Inventars und zugleich weiterer Forschungsbedarf ergeben sich daraus, dass die ursprüngliche Zusammenstellung der beiden Handschriften nicht bekannt ist.

## Besitzgeschichte
Bis zur Erschließung durch Degering 1926 war der Verbleib der Handschrift in der Forschung nicht bekannt. Sie befand sich bis 1941 in der Preußischen Staatsbibliothek in Berlin. Deren Handschriftenbestand wurde kriegsbedingt ab 1941 teilweise nach Schlesien im heutigen Polen evakuiert. Davon erreichten 505 Kisten Schloss Fürstenstein. 1943 wurden die Sammlungen von dort in das Kloster Grüssau verbracht, wo sie 1945 von einer Gruppe polnischer Gelehrter und Bibliothekare gefunden und von wo sie ein Jahr später nach Krakau gebracht wurden. Im Oktober 1947 zog die Sammlung zwecks Restaurierung in die Jagiellonische Bibliothek. 1957 wurde zunächst eine Rückführung der Sammlung nach Deutschland erwogen. Sie kam jedoch letztlich, unter anderem gestützt auf Rechtsgutachten, die das Eigentum Polens an der Sammlung bestätigten, nicht zustande und die Anwesenheit der Sammlung in Polen wurde nach außen weiterhin geheim gehalten. Mitte der Siebzigerjahre begann man damit, die „Berlinka“ in die Sammlungen der Jagiellonischen Bibliothek zu integrieren. Ab 1979 begann eine vorsichtige Öffnung der Berliner Sammlung zunächst für Forscher, die eine besondere ministerielle Erlaubnis besaßen. Mitte 1981 wurde die Berlinka schließlich in den wissenschaftlichen Regelbetrieb an der Jagiellonischen Bibliothek übernommen.

## Inhalt
Folio 1r enthält das mit der Jahreszahl 1505 datierte Allianzwappen der Familien Löffelholz und Haug, anhand dessen das Werk Martin Löffelholz zugeordnet werden konnte, der als einziger seiner Familie mit einer Haug verheiratet war. Mit seiner Frau Anna Haug endete anscheinend zugleich die Linie der Nürnberger Haug.
Die folgenden beschrifteten Skizzen (Folio 1v–55v) zeigen verschiedene Werkzeuge, Waffen, technische Spielereien und dergleichen, u. a.:
- auswechselbare Bohrer samt Bohrkurbel, Gewindeschneider und verschiedene Zirkel (F. 1v–6v)
- eine sehr frühe Darstellung einer Werkbank mit Schraubstock (F. 7r–8r)
- Drehstuhl mit Lenkrollen („Bürostuhl“) (F. 10r)
- eine Tür, die sich nach links und rechts öffnen lässt (F. 11r)
- eine Wendeltreppe mit drehbar gelagertem Treppenhaus als Geheimtreppe (F. 11v)
- Pfeile, Bolzen, Kombinations(feuer)waffen, Armbrüste und Spanngeräte (F. 13r–14v, F. 17r–26v), darunter die Explosionszeichnung einer Armbrust mit eingebautem Spannmechanismus (F. 14v), Armbrust mit Spannmechanismus nochmals beschrieben auf F. 25r
- eine der frühesten Darstellungen eines Radschlosses, das vermutlich als eine Art Tischfeuerzeug diente (F. 27v)
- verschiedene Fessel- und Folterinstrumente (F. 32r–36r)
- Multifunktionswerkzeuge (F. 37v–38r)
- Pferdemaulkorb mit sehr früher Darstellung von Karabinerhaken (F. 38v)
- Jagdutensilien, Fangschlingen und Tierfallen (F. 39v–43r, F. 46r–47v), ausführliche Behandlung der Wolfsangel (F. 47r–47v)
- Verkleiden als Toter (F. 52v)
- Glasschneiden mit heißer Kohle und Obstschneiden mit Zwirnfaden (F. 55r)

Der anschließende Teil der Handschrift enthält Rezepte, Ratschläge, Tricks usw. (F. 56r–76r) ohne Darstellungen:
- Wo sich Hasen bei bestimmten Witterungsverhältnissen aufhalten [Jagdwissen] (F. 58r–58v)
- Eisen weichmachen (F. 70r)
- Seife (F. 71r), Schwarzpulver (F. 72r) und Leim (F. 75r) herstellen
- Liebeszauber (F. 74r)

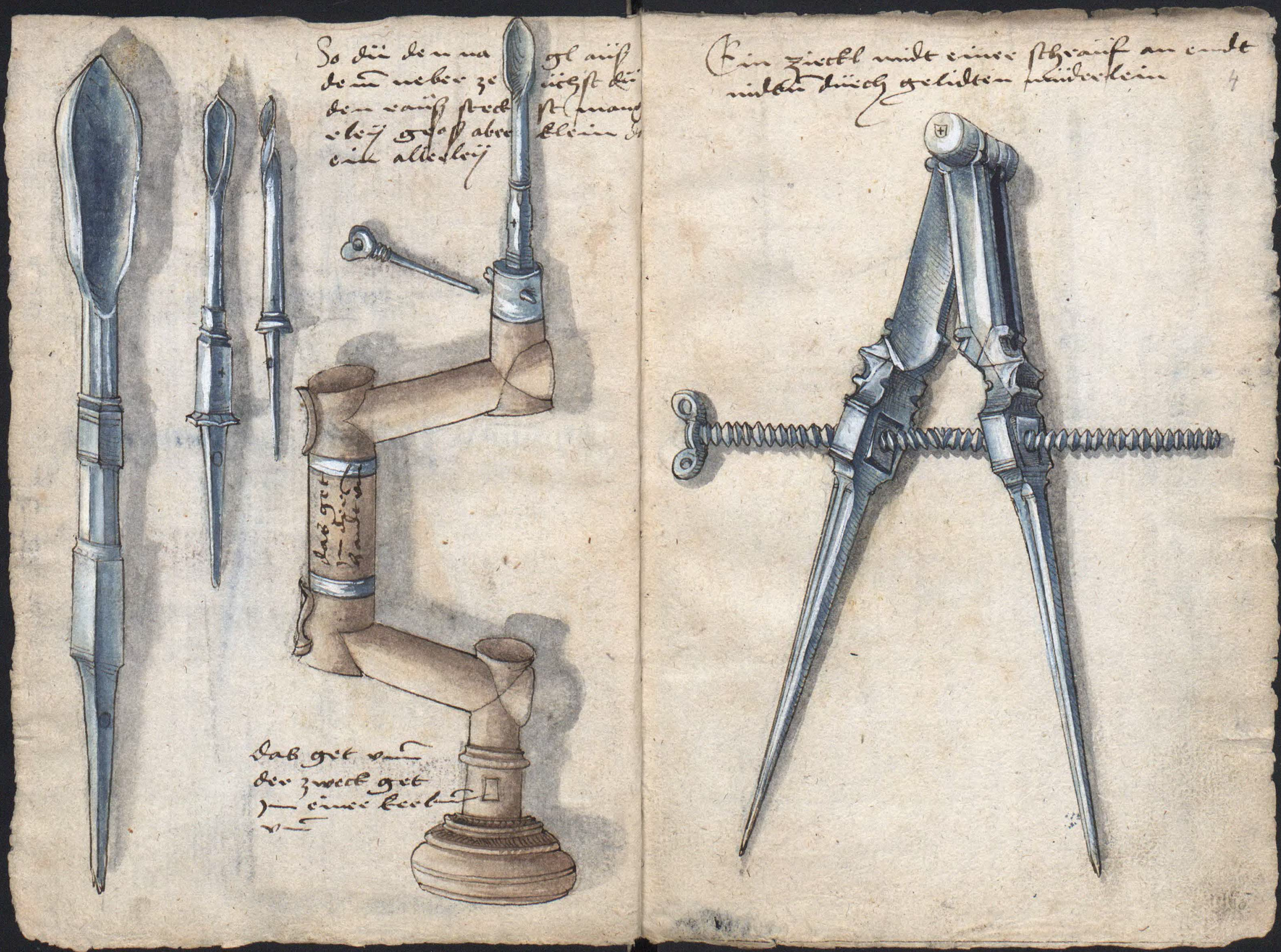
Bohrer und Zirkel mit gegenläufiger Stellschraube
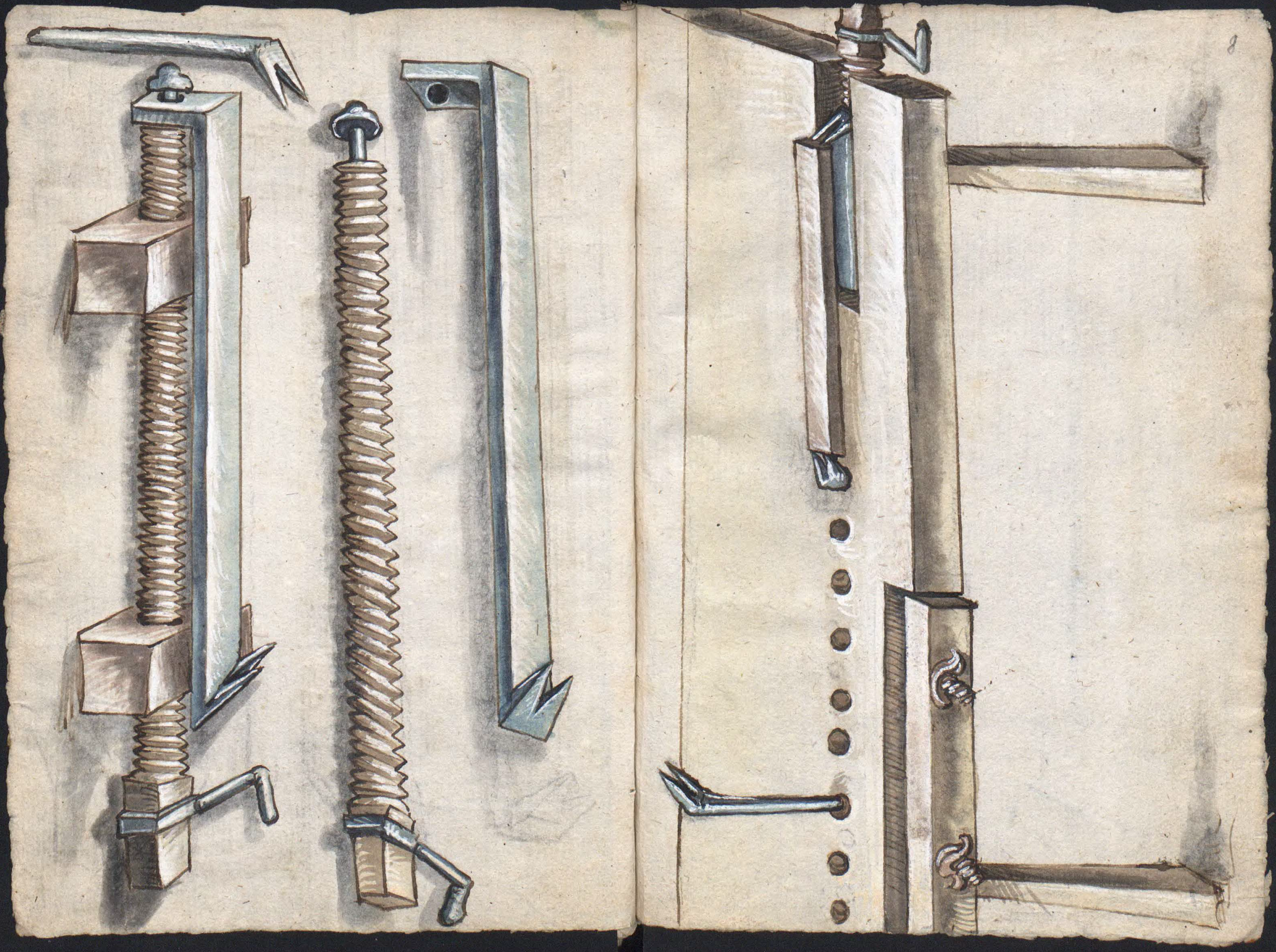
Werkbank in Form einer modernen Hobelbank
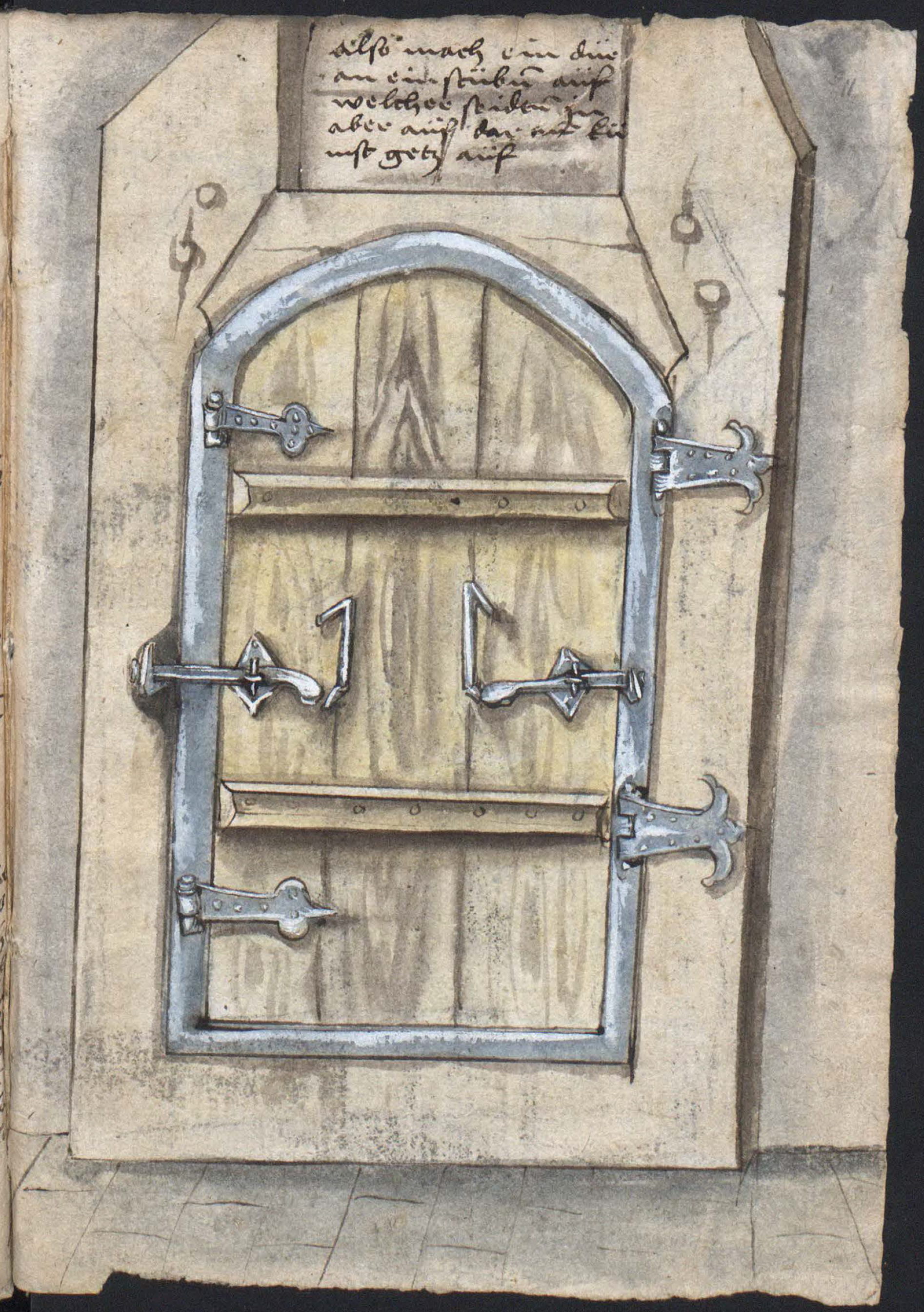
Tür, die sich nach links und rechts öffnen lässt
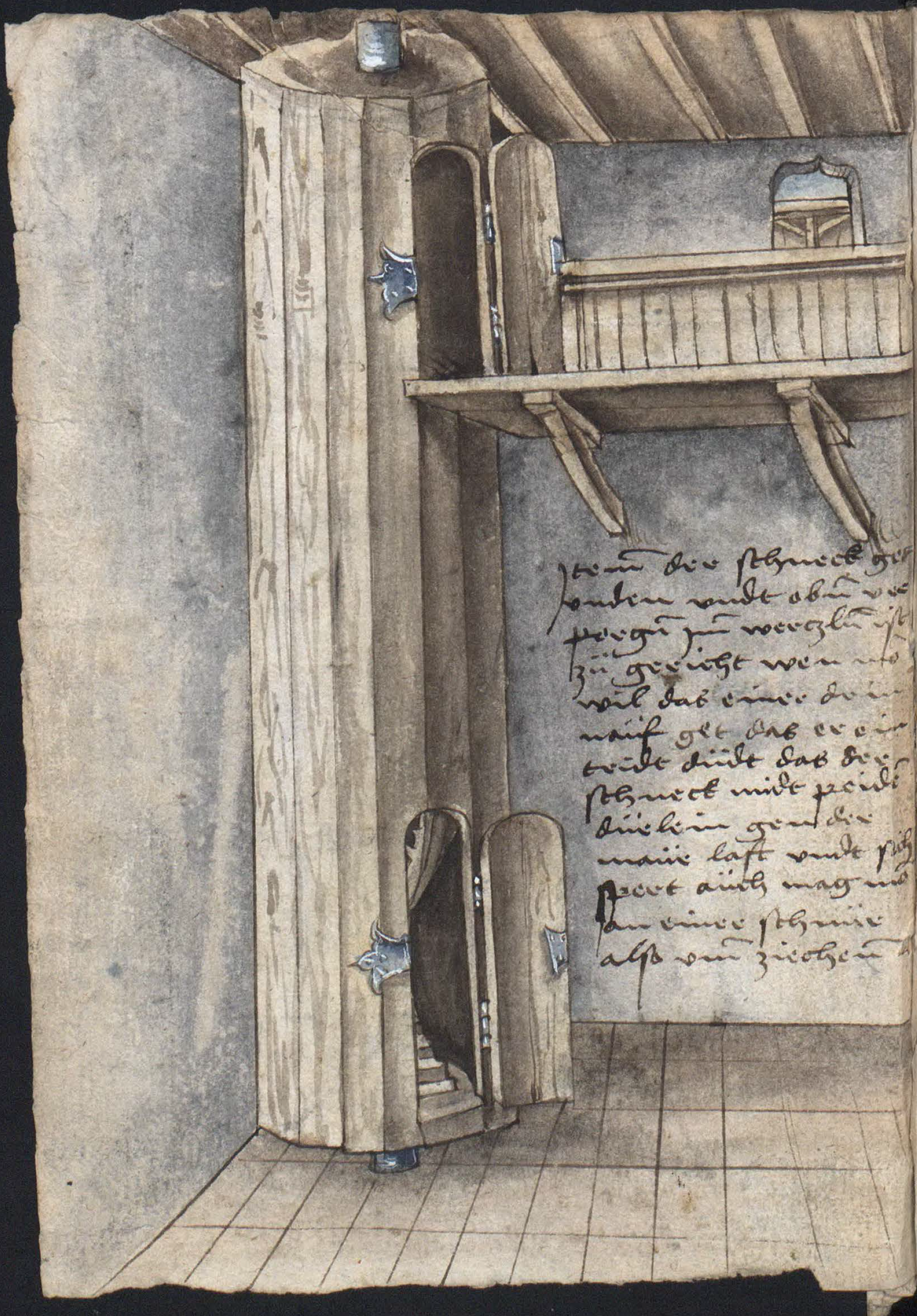
Wendeltreppe mit drehbar gelagertem Treppenhaus als Geheimtreppe
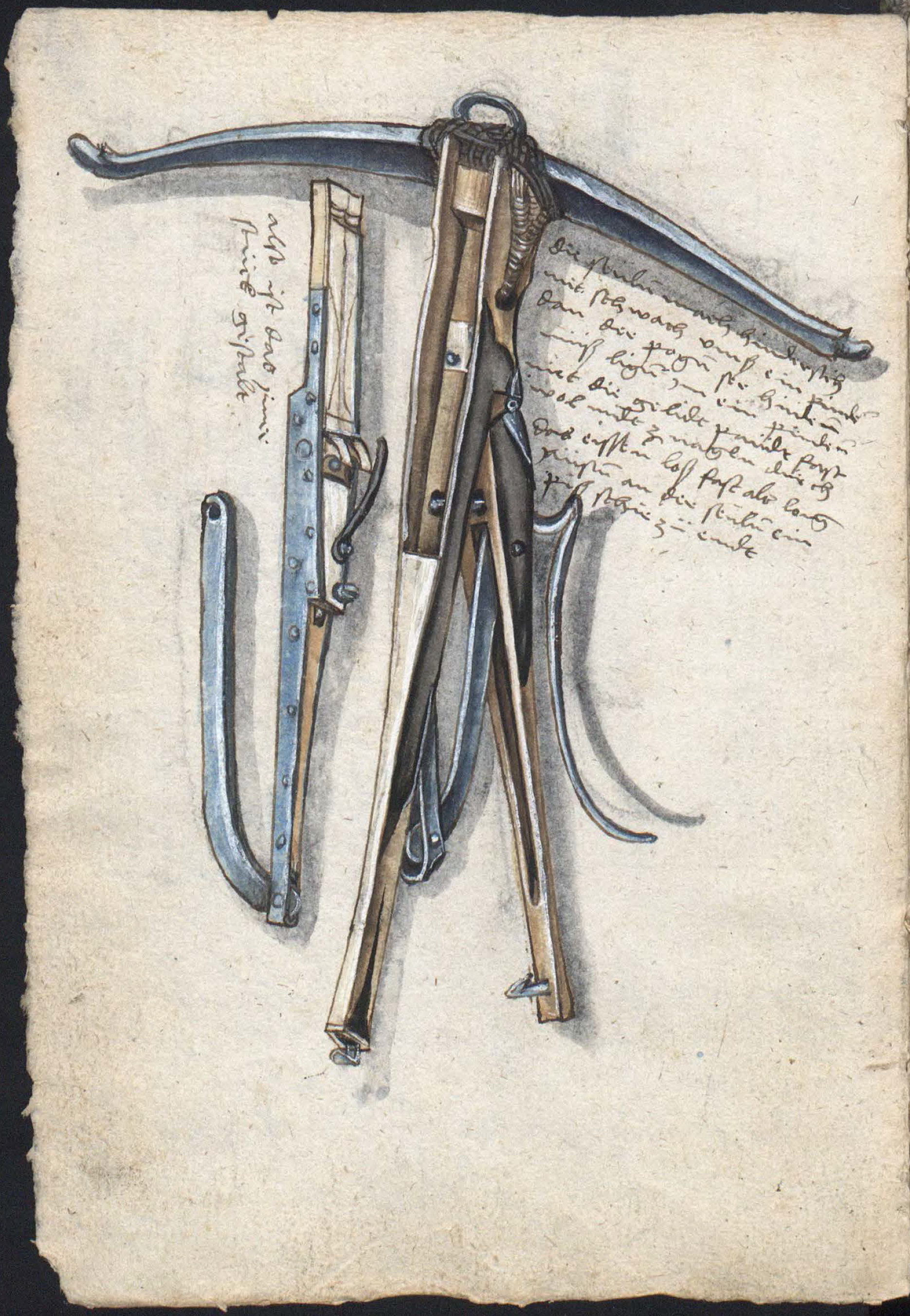
Armbrust mit eingebautem Spannmechanismus
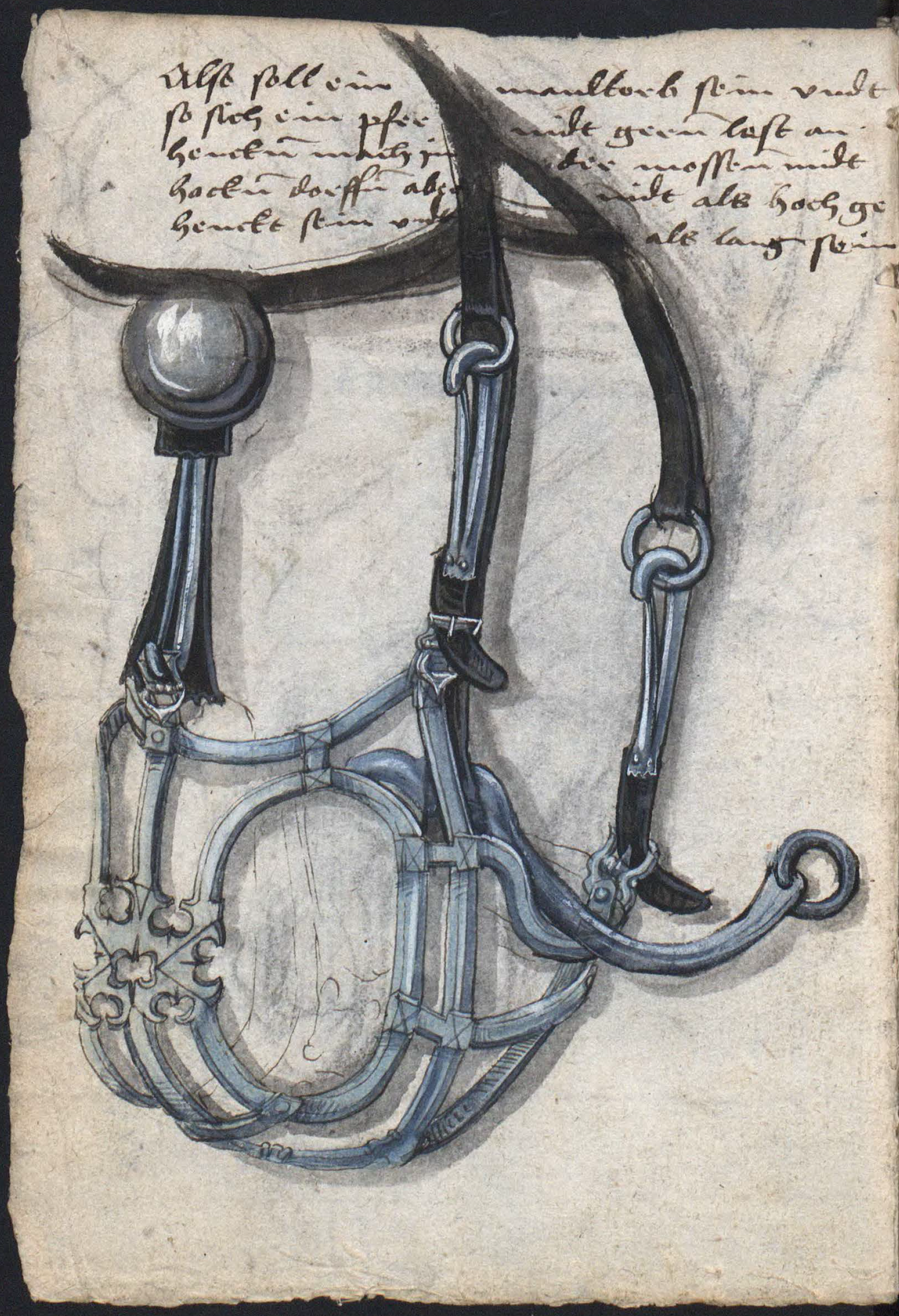
Pferdemaulkorb mit Karabinerhaken

## Rezeption
Nach Franz Maria Feldhaus (1933) ist unter den vielen bekannt gewordenen technischen Bilderhandschriften „keine einzige so aus der technischen Praxis geschöpft wie diese Nürnberger Bilderhandschrift. Deshalb kommt ihr eine ganz besondere Bedeutung zu […] Die Löffelholz-Bilderhandschrift […] bringt keine einzige Idee, die sich nicht ohne Weiteres von einem Handwerker hätte ausführen lassen.“

## Digitalisat
- Löffelholtz-Kodex. Abbildungen und Beschreibungen von allerlei Handwerkszeugen, Folterinstrumenten, Jagdgeräten, Waffen … und anderen Unterhaltungsaufgaben. Jagiellonische Bibliothek, Krakau, Ms. Berol. Germ. Qu. 132 (jbc.bj.uj.edu.pl).